# Беседа (танец)
«Бесе́да» (чешск. beseda) — чешская танцевальная сюита по мотивам народных песен. Это салонный танец с 4 фигурами, исполняемый 4 парами танцоров, крестообразно стоящими друг напротив друга. Создана в 1863 году по призыву Яна Неруды учителем танцев Карелом Линком (Karel Link) из нескольких характерных чешских народных танцев, организованных в изящную придворную кадриль. Каждая фигура состоит из двух частей, первая из которых заканчивается фуриантом (furiant); кроме него, в беседу входят: polka (полька), sousedská, rejdovák (рейдовак) и rejdovačka, obkročák, řezanka, dvojpolka, kalamajka, hulán (улан), kuželka (кегля) и strašák (пугало). Музыку оригинальных народных песен для этих танцев обработал Фердинанд Геллер (Ferdinand Heller). Позднее возникли «беседы» Карела Клепша (Karel Klepš), А. Я. Свободы (A. Jan Svoboda) и В. Б. Янды (Václav Boleslav Janda). Они также были составлены на основе чешских и словацких народных песен, но не получили такой известности, как «беседа» Геллера. Впервые «беседа» была исполнена в ноябре 1863 года 24 парами в Конвиктском зале в Праге и быстро распространилась по чешским землям благодаря своим красивым и разнообразным фигурам.